# Hoduciszki (przystanek kolejowy)
Hoduciszki (biał. Гадуцішкі, ros. Годутишки) – przystanek kolejowy w miejscowości Hoduciszki, w rejonie postawskim, w obwodzie witebskim, na Białorusi. Położony jest na linii Królewszczyzna – Łyntupy.
Przystanek położony jest tuż przy białorusko-litewskiej granicy państwowej, która przebiega północnym skrajem torowiska i oddziela od przystanku miasteczko Hoduciszki. Po północnej, położonej na Litwie, stronie toru znajduje się stary peron. Za peronem wybudowany jest płot graniczny. Obecnie używany peron znajduje się po południowej, białoruskiej stronie toru. Z racji położenia przystanek uważany jest przez miłośników kolei za jedno z najbardziej wyjątkowych i interesujących miejsc na kolejowej mapie Białorusi.

## Historia
Początkowo stacja kolejowa, istniała w czasie zaborów (w 1905 roku stację-osadę zamieszkiwało 10 osób) i przed II wojną światową. Ok. 2001 zdegradowana do roli przystanku. W czasach sowieckich, mimo iż stacja leżała w Białoruskiej SRR, była pod zarządem Kolei Bałtyckiej (część Kolei Radzieckich) i tym samym po upadku Związku Radzieckiego przeszła do Kolei Litewskich. W tym okresie używana była także litewskojęzyczna nazwa stacji Adutiškis i pochodząca od niej nazwa w języku rosyjskim Адутишкис. Nazw tych zaprzestano używać w 2000. Od stacji odchodziła linia do Wielkiej Wsi (współcześnie na Litwie), zlikwidowana w 2003. Koleje Białoruskie przejęły przystanek po przeprowadzeniu demarkacji granicy.
W czasach sowieckich granica pomiędzy Białoruską SRR a Litewską SRR przebiegała ok. 200 m na północ od stacji, na rzece Komajce. Podczas demarkacji Białoruś przekazała Litwie teren na północ od stacji o powierzchni 5,6 ha, wraz z budynkiem stacyjnym, w zamian za 99-letnią dzierżawę sanatorium w Druskiennikach.
Jeszcze ok. 2000, gdy obowiązywały uproszczone przepisy o przekraczaniu granicy dla mieszkańców okolicznych miejscowości, z litewskiego peronu mogli korzystać obywatele Litwy. Po przystąpieniu Litwy do Unii Europejskiej drastycznie ograniczono możliwość przekraczania granicy oraz wybudowano płot graniczny, odcinając przystanek od strony litewskiej.